# Obrež Vivodinski
Obrež Vivodinski – wieś w Chorwacji, w żupanii karlowackiej, w mieście Ozalj. W 2011 roku liczyła 84 mieszkańców.